# Măsură (muzică)
Măsura muzicală reprezintă gruparea de timpi accentuați și neaccentuați ce se succed periodic. Din punct de vedere grafic, spațiul unei măsuri se delimitează prin bare verticale (bare de măsură). Felul măsurii se redă la începutul piesei muzicale printr-o relație cifrică în care numărătorul indică numărul timpilor ce conține măsura respectivă, iar numitorul valoarea ritmică ce se execută la un timp. Măsurile pot fi:
- binare
- ternare

sau
- simple (cu un singur accent)
- compuse (cu 2 sau mai multe accente)